# 1415
Évszázadok: 14. század – 15. század – 16. század
Évtizedek: 1360-as évek – 1370-es évek – 1380-as évek – 1390-es évek – 1400-as évek – 1410-es évek – 1420-as évek – 1430-as évek – 1440-es évek – 1450-es évek – 1460-as évek
Évek: 1410 – 1411 – 1412 – 1413 –  1414 – 1415 – 1416 – 1417 – 1418 – 1419 – 1420

## Események

### Határozott dátumú események

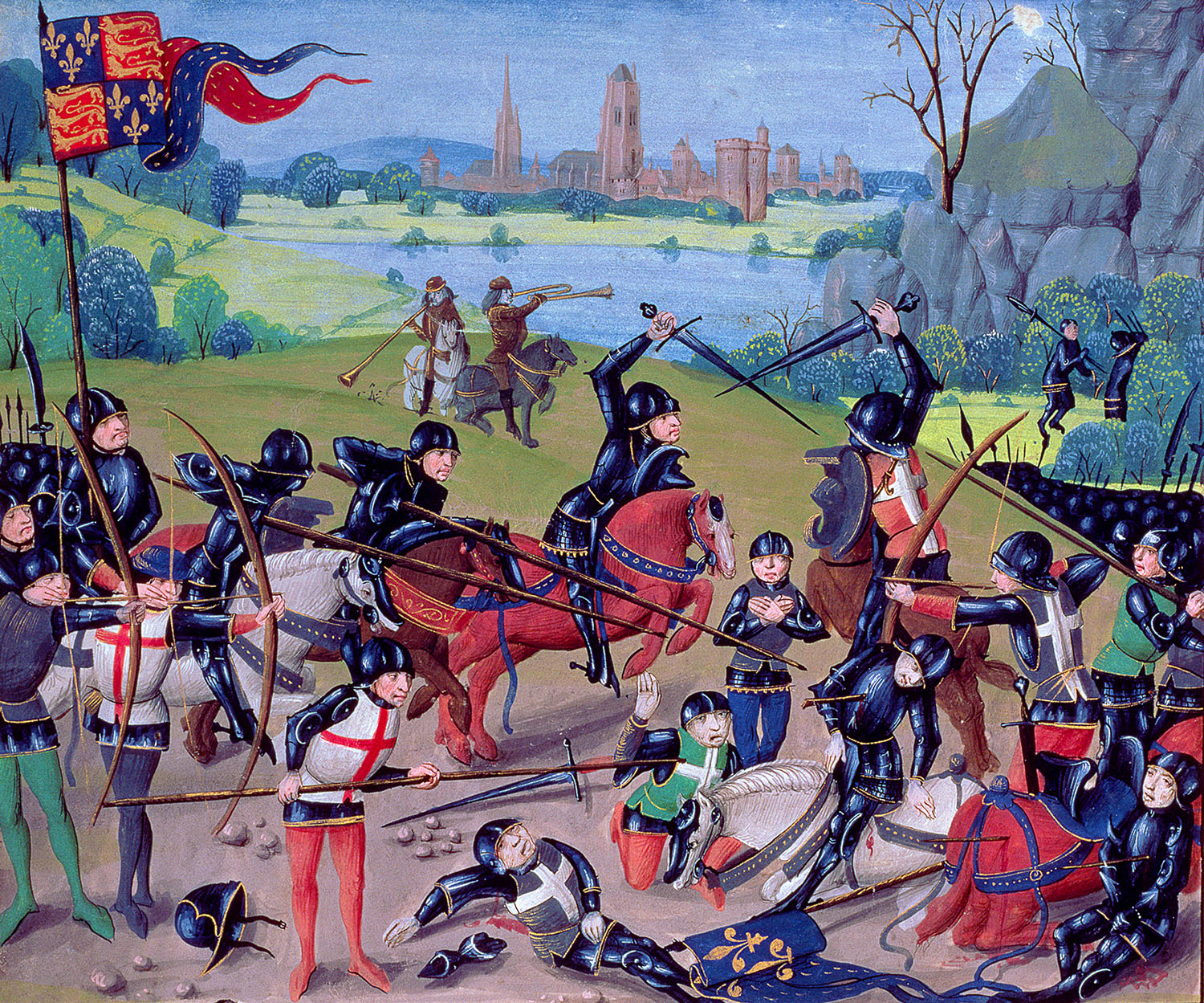
Az azincourt-i csata

- március 14. – Husz János elutazik a konstanzi zsinatra, hogy reformterveit bemutassa az egyháznak.
- április 30. – I. Frigyes hatalomra kerül a Brandenburgi Választófejedelemségben.[1]
- május 5–8. – A konstanzi zsinaton Husz János védekezik az eretnekség vádja ellen; tételeit nem vonja vissza.[2]
- április 18.–május 18 – A szövetséges kantonok (Bern, Solothurn, Luzern) elveszik Aargau kantont a Habsburgoktól.[3]
- május 19. – A konstanzi zsinat elfogatja és leteszi XXIII. János ellenpápát.[4][5]
- július 4. – XII. Gergely pápa lemond, hogy megakadályozza az egyházszakadást.[4][6]
- július 6. – Husz Jánost Konstanzban máglyán megégetik.[2]
- augusztus 6. - A törökökkel szövetséges Hrvoje Vukčić Hrvatinić Dobojnál legyőzi a Maróthy János macsói bán, Garay János és Monoszlai Csupor Pál vezette magyar sereget.[7]
- augusztus 14. – A portugálok elfoglalják a móroktól Ceuta erődjét.[8]
- október 25. – A százéves háború egyik leghíresebb csatája, az azincourt-i (agincourt-i) csata: V. Henrik angol király íjászai szétverik VI. Károly francia király túlerőben lévő lovagi seregét.[9]

### Határozatlan dátumú események
- július Zsigmond magyar király diplomáciai körútra indul Aragóniába, Párizsba és Londonba, hogy megszüntesse a nagy nyugati egyházszakadást.[10]

## Születések
- szeptember 2. – III. Frigyes német-római császár († 1493)
- Erik Axelsson Tott, később Svédország régense († 1481)
- Johannes Ockeghem, németalföldi zeneszerző

## Halálozások
- július 6. – Husz János huszita vallási vezető kivégzése (* 1369)
- július 19. – Lancesteri Philippa portugál királyné (* 1359)